# حرب كوروكشترا

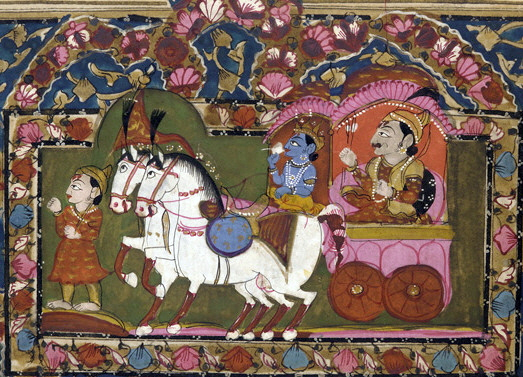
حرب كوروكشترا (بالهندية: कुरुक्षेत्र युद्ध) وتُسمى أيضًا حرب مهابهاراتا هي حرب وُصفت في القصيدة الملحمية الهندية مهابهاراتا. نشأ الصراع من التنازعات الأسرية بين مجموعتين من الأنسباء، الكورافاس والباندافاس، على عرش هاستينابورا. وشملت العديد من الممالك القديمة المشاركة كحلفاء للجماعات المتنافسة.

حرب كوروكشترا (بالهندية: कुरुक्षेत्र युद्ध)‏ وتُسمى أيضًا حرب مهابهاراتا هي حرب وُصفت في القصيدة الملحمية الهندية مهابهاراتا. نشأ الصراع من التنازعات الأسرية بين مجموعتين من الأنسباء، الكوروفيون والباندڤيون، على عرش هاستينابورا. وشملت العديد من الممالك القديمة المشاركة كحلفاء للجماعات المتنافسة.
ما تزال الوقائع التاريخية للحرب خاضعة للمناقشات العلمية. من المحتمل أن تكون معركة الملوك العشرة، المذكورة في ريجفدا، قد «شكلت نواة القصة» لحرب كوروكشترا، على الرغم من توسيعها وتعديلها بشكل كبير على حساب مهابهاراتا، ما جعل نسخة مهابهاراتا مشكوك بدقتها تاريخيًا. بُذلت محاولات عديدة لتحديد موعد تاريخي لحرب كوروكشترا. تشير الأبحاث العلمية إلى عام 1000 قبل الميلاد، في حين أن التقاليد الشعبية تقول أن الحرب حدثت في مرحلة الانتقال إلى كالي يوغا أي أن تاريخها يعود إلى عام 3102 قبل الميلاد.
يصف موقع المعركة أنها حدثت في كوروكشترا في شمالي الهند. على الرغم من أن الحرب لم تمتد أكثر من ثمانية عشر يومًا، إلا أن سرد الحرب يشكل أكثر من ربع الكتاب، ما يشير إلى أهميتها النسبية في الملحمة بأكملها. يصف السرد المعارك الفردية وموت مختلف الأبطال من كلا الجانبين، والتشكيلات العسكرية، ودبلوماسية الحرب، والاجتماعات والمناقشات بين الشخصيات، والأسلحة المستخدمة.  تعتبر فصول (البارفاس) التي تتناول الحرب الأقدم في ملحمة مهابهاراتا بأكملها.

## الخلفية
مهابهاراتا، هي أحد أهم الملاحم الهندوسية، تسرد حياة وأعمال عدة أجيال من سلالة حاكمة تسمى عشيرة كورو. محور الملحمة هو سرد للحرب التي وقعت بين عائلتين متنافستين ينتميان إلى هذه العشيرة. كانت كوروكشترا (وتعني حرفيا «ميدان كوروس»)، أرض المعركة التي نشبت فيها هذه الحرب، المعروفة باسم حرب كوروكشترا. كانت كوروكشترا تُعرف أيضًا باسم «دارماكشترا» («ميدان دارما»)، أو ميدان الاستقامة. تقول ملحمة مهابهاراتا أن هذا الموقع أُختير لأن الخطيئة التي ارتكبت على هذه الأرض قد غُفِر عنها بسبب قدسيتها. وصفت الملحمة الهندية مقتل نحو 1.66 مليار محارب في هذه الحرب.
قُسمت أراضي كورو إلى قسمين وحكمها دريتاراشترا (مع عاصمته في هاستينابورا) ويوديشثيرا من باندافاس (مع عاصمته في إندرابراستا). نشأ النزاع المباشر بين الكورافاس (أبناء دريتاراشترا) والباندافاس من لعبة الباتشيسي، التي فاز بها دوريودانا عن طريق الخداع، ما أجبر أقربائه من باندافا على نقل أراضيهم بأكملها إلى كورافاس (إلى هاستينابورا) و «الذهاب إلى المنفى» لمدة ثلاثة عشر عامًا. تصاعد النزاع إلى حرب شاملة عندما رفض دوريودانا، مدفوعا بالغيرة، إعادة الأراضي للباندافاس بعد أن قرر المنفى في وقت سابق، لأن دوريودانا اعترض على اكتشافها أثناء وجودها في المنفى، وأنه لم يُتفق على إعادة مملكتهم.